# Alba Petisco
Alba Petisco de San Fulgencio (Sant Joan Despí, 1º febbraio 2003) è una ginnasta spagnola, membro della nazionale spagnola di ginnastica artistica e campionessa nazionale nel 2020.

## Carriera senior

### 2019
A ottobre partecipa ai Campionati del Mondo di Stoccarda, dove ha aiutato la squadra spagnola a ottenere la qualificazione per le Olimpiadi di Tokyo.

### 2020
Il 7 marzo 2020 partecipa all'American Cup, concludendo la gara al 12º posto.

### 2021
A giugno partecipa alla FIT Challenge nelle Fiandre, dove conclude al quinto posto la gara a squadre e al 25º la finale All-Around.
Viene scelta insieme ad Roxana Popa, Laura Bechdejú e Marina Gonzalez per partecipare alle Olimpiadi di Tokyo. Il 25 luglio gareggia nelle Qualificazioni, ma la Spagna non riesce ad accedere alla finale a squadre, ottenendo il dodicesimo piazzamento.

### 2022
Inizia l'anno partecipando alla Cottbus World Cup, conquistando la medaglia d'oro al corpo libero e la medaglia di bronzo al volteggio.